# Joseph d’Arbaud

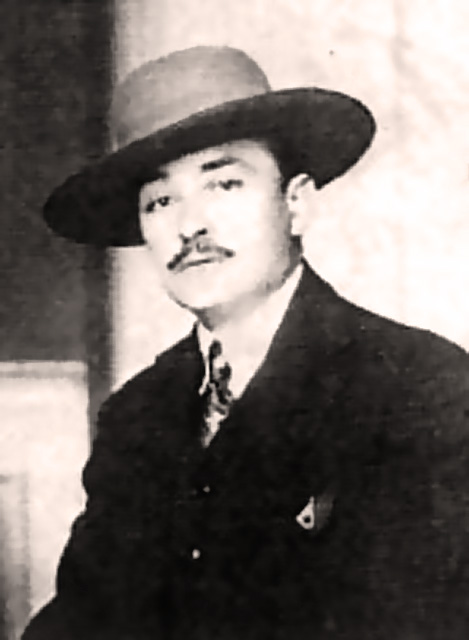
Joseph d‘Arbaud

Joseph d’Arbaud (* 6. Oktober 1874 in Meyrargues; † 2. März 1950 in Aix-en-Provence) war ein französischer Schriftsteller provenzalischer Sprache.

## Leben und Werk
Joseph d’Arbaud wuchs als Sohn der Dichterin Azalaïs d’Arbaud in der Provence auf und studierte Rechtswissenschaft. Im Alter von 24 Jahren ging er 1898, wie drei Jahre zuvor sein Verwandter Folco de Baroncelli, in die Camargue und wurde Gardian, das heißt Hüter einer manade (Herde von Stieren, Pferden oder Kühen). 1905 zwang ihn eine Tuberkuloseerkrankung, diese Existenz aufzugeben. Mehr als zehn Jahre verbrachte er in Heilanstalten in Hauteville und in Montana im Kanton Wallis und entging so dem Kriegsdienst. Noch vor Ende des Weltkriegs ging er nach Meyrargues zurück und später nach Aix-en-Provence, das er nicht mehr verließ. 1919 wurde er Majoral (Akademiemitglied) des Félibrige und übernahm die Schriftleitung der Zeitschrift Le Feu.
D’Arbaud gilt neben Frédéric Mistral als der größte Dichter des Neuprovenzalischen. Er übersetzte selbst die meisten seiner Werke ins Französische und fand so auch Anerkennung im französischen Geistesleben. Die Académie française verlieh ihm 1943 einen Preis. Akademiemitglieder wie Jean-Louis Vaudoyer und André Chamson gehörten zu seinen Freunden. Georges Duhamel nannte ihn 1943 einen der Meister der provenzalischen Literatur. Maurice Genevoix nannte ihn 1968 einen « grand poète s’il en fut jamais » (Wenn es je einen großen Dichter gegeben hat, dann war er es). und André Chamson widmete ihm 1974 in der Akademie eine fiktive Begrüßungsrede, in der er ihn würdigend vorstellte, als wäre er (noch lebend) in die Akademie aufgenommen, und nannte ihn mit einem Zitat von Mallarmé „un des diamants de la voie lactée“ (einen der Diamanten der Milchstraße). Die weiteste Verbreitung und Übersetzung in zahlreiche Sprachen fand seine Prosadichtung Das Tier vom Vaccarès, in der die Landschaft der Camargue und des Étang de Vaccarès ins Mythische überhöht wird.
In Avignon, Carpentras, Cuers, Monteux, Nizza, Saint-Andiol, Saint-Raphaël, Saint-Rémy-de-Provence und Solliès-Pont sind Straßen nach ihm benannt. In Aix-en-Provence, Barjols, Carnon-Plage, Salon-de-Provence und Vaison-la-Romaine tragen Schulen seinen Namen, so auch in Aix-en-Provence (bis 2017) ein Brunnen.

## Werke
- Lou Lausié d’Arle. Le Laurier d’Arles, poèmes. 1913. 1925 (mit Vorwort von Frédéric Mistral)
- Li Rampan d’Aram, pouemo. 1919.
- La Vesioun de l’Uba. La Vision du Nord. 1920.
- La Coumbo, pouemo. 1921.
- La Caraque (La Caraco). Nouvelles camarguaises. 1926, 2012.
- La bèstio dóu Vacarés. La bête de Vaccarès. Bernard Grasset, Paris 1926. (Notiz von Robert Garric. Vorwort von Charles Maurras). Cressé 2015, 2021.
  - (deutsch) Pan im Vaccarés. Übertragen ins Deutsche von Carl J. Keller-Senn. Origo, Zürich 1955.
  - (deutsch) Das Tier vom Vaccarès. Roman. Aus dem Französischen von Heinz Zehnder. Waldgut, Frauenfeld 2008.
- La Provence. Types et coutumes. Paris 1939, 1947.

### Postum
- Li Cant palustre. Les Chants palustres. 1951.
- La Sauvagine. Paris 1959.
  - La Sauvagine. La Sóuvagino. Rencontre, Lausanne 1969. Montfaucon 2021.
- L’Antife. L’antifo. 1969.
- Les Œuvres provençales. Poésie, prose, morceaux choisis. Hrsg. Charles Rostaing. Saint-Rémy 1974.
- Obro pouëtico. Œuvres poétiques avec traduction française. Cavaillon 1975. («Lou Lausié d’Arle», «Li Cant palustre» und «Li Rampau d’aram»)